# Bulgaristik
Bulgaristik ist ein Teilbereich der Slawistik und Balkanistik, der die wissenschaftliche Beschäftigung mit der bulgarischen Sprache und der bulgarischen Literatur (bulgarische Philologie) bezeichnet. Im weiteren Sinne versteht man unter Bulgaristik auch die modernen Kulturwissenschaften, die sich mit der bulgarischen Nation, ihrer Geschichte und Landeskunde beschäftigen.